# Ligist
Ligist ist eine Marktgemeinde mit 3218 Einwohnern (Stand 1. Jänner 2024) in der Weststeiermark, etwa zehn Kilometer südöstlich der Bezirkshauptstadt Voitsberg.

## Geografie
Der Schilchermarkt Ligist liegt im weststeirischen Hügelland am Beginn der Schilcherweinstraße. Der Ort selbst ist rundherum von Hügeln umschlossen, an denen Wein und Obst angebaut wird.

### Gemeindegliederung
Das Gemeindegebiet gliedert sich in sieben Ortschaften (in Klammern Einwohnerzahl Stand 1. Jänner 2024):
- Dietenberg (776)
- Grabenwarth (195)
- Ligist Markt (694)
- Ligistberg (175)
- Oberwald (243) mit Dörfl, Hörglitzberg, Mitterspiel und Waldkeuschler
- Steinberg (759) mit Kohlgruben, Laßnitz, Mitteregg und Nestlerkogel
- Unterwald (376) mit Althofen

Die Gemeinde umfasst fünf Katastralgemeinden (Fläche Stand 31. Dezember 2023):
- Grabenwarth (334,28 ha)
- Ligist (145,28 ha)
- Oberwald (1.153,05 ha)
- Steinberg (838,95 ha)
- Unterwald (991,4 ha)

#### Grabenwarth

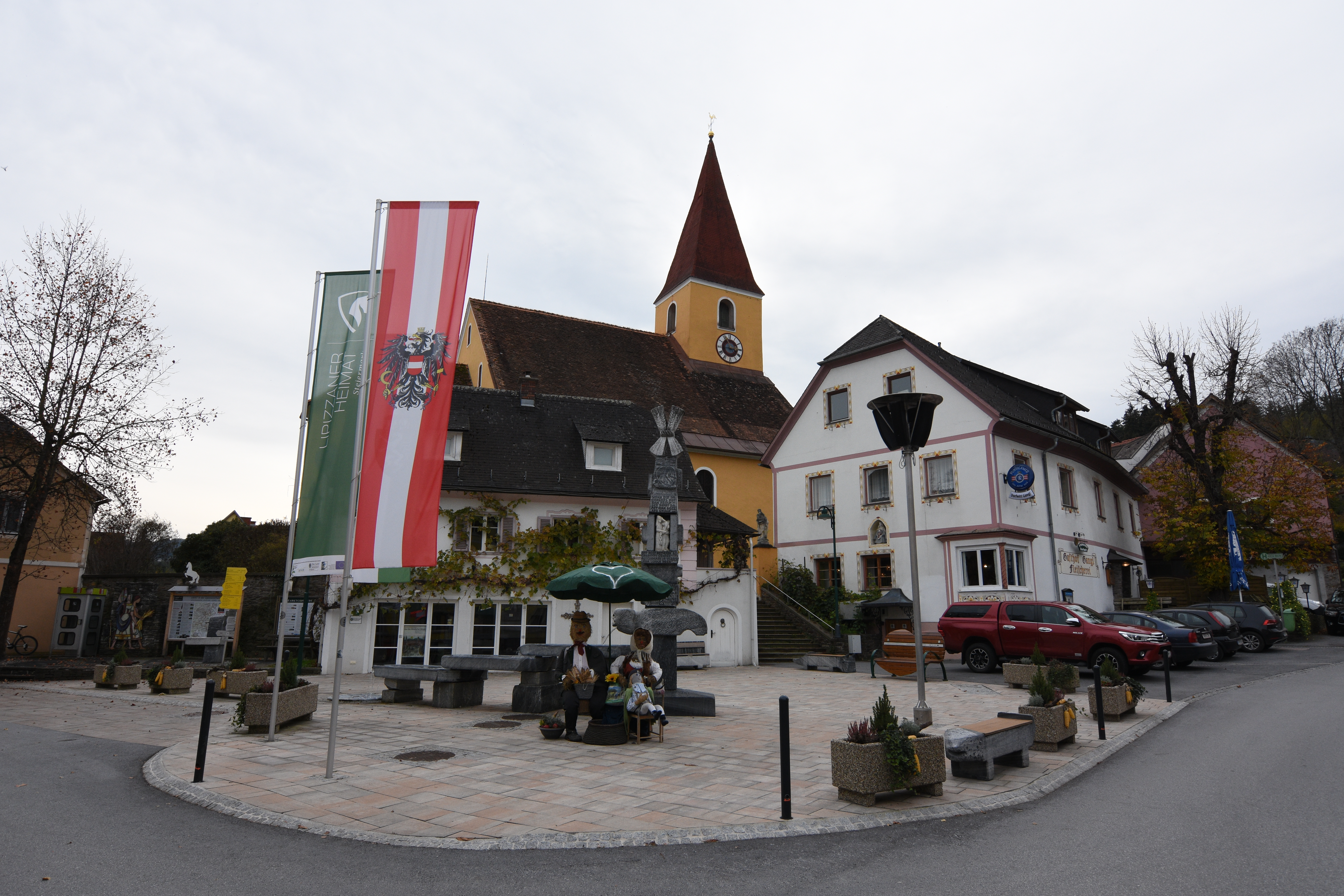
Zentrum Ligist

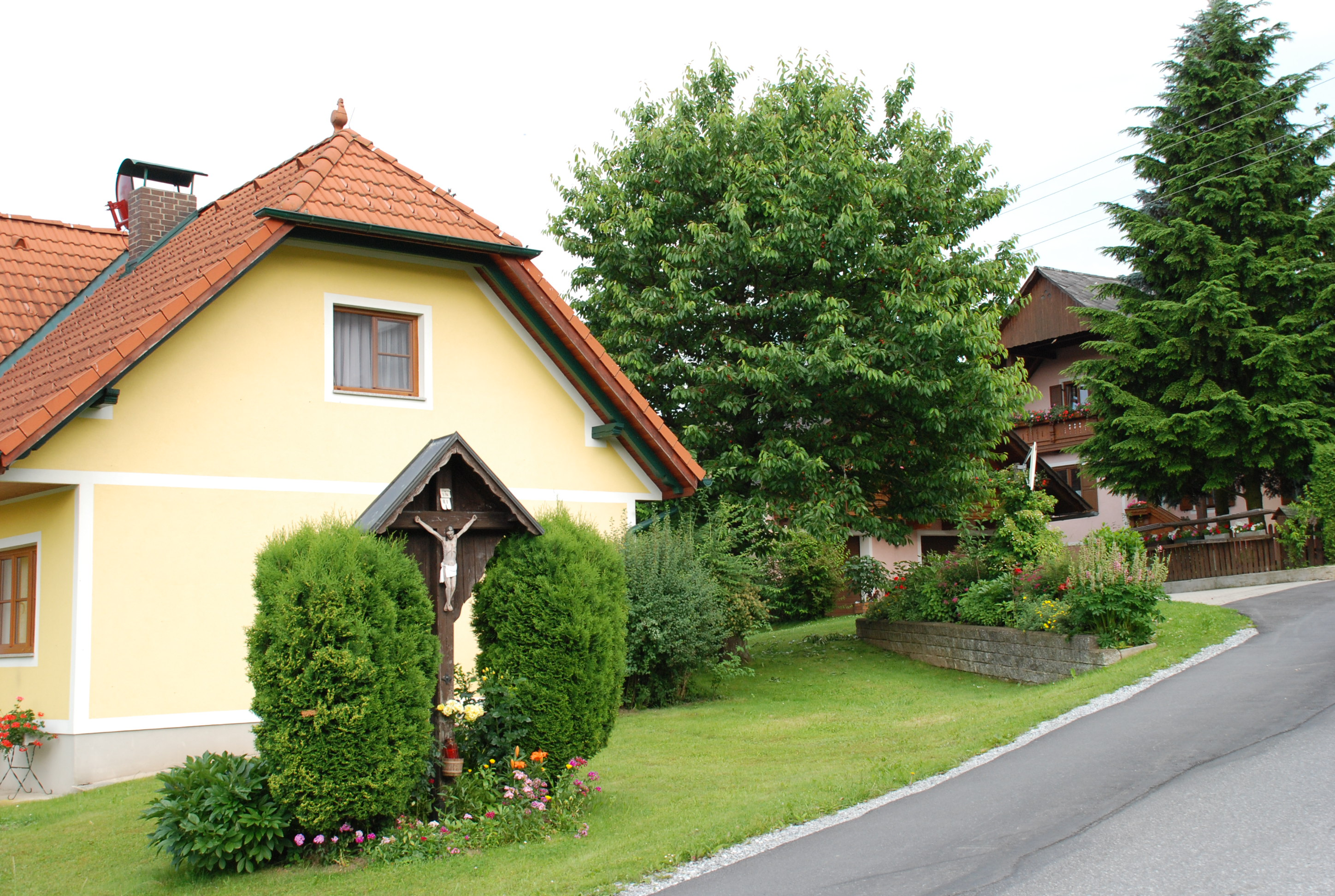
In Grabenwarth bei Ligist

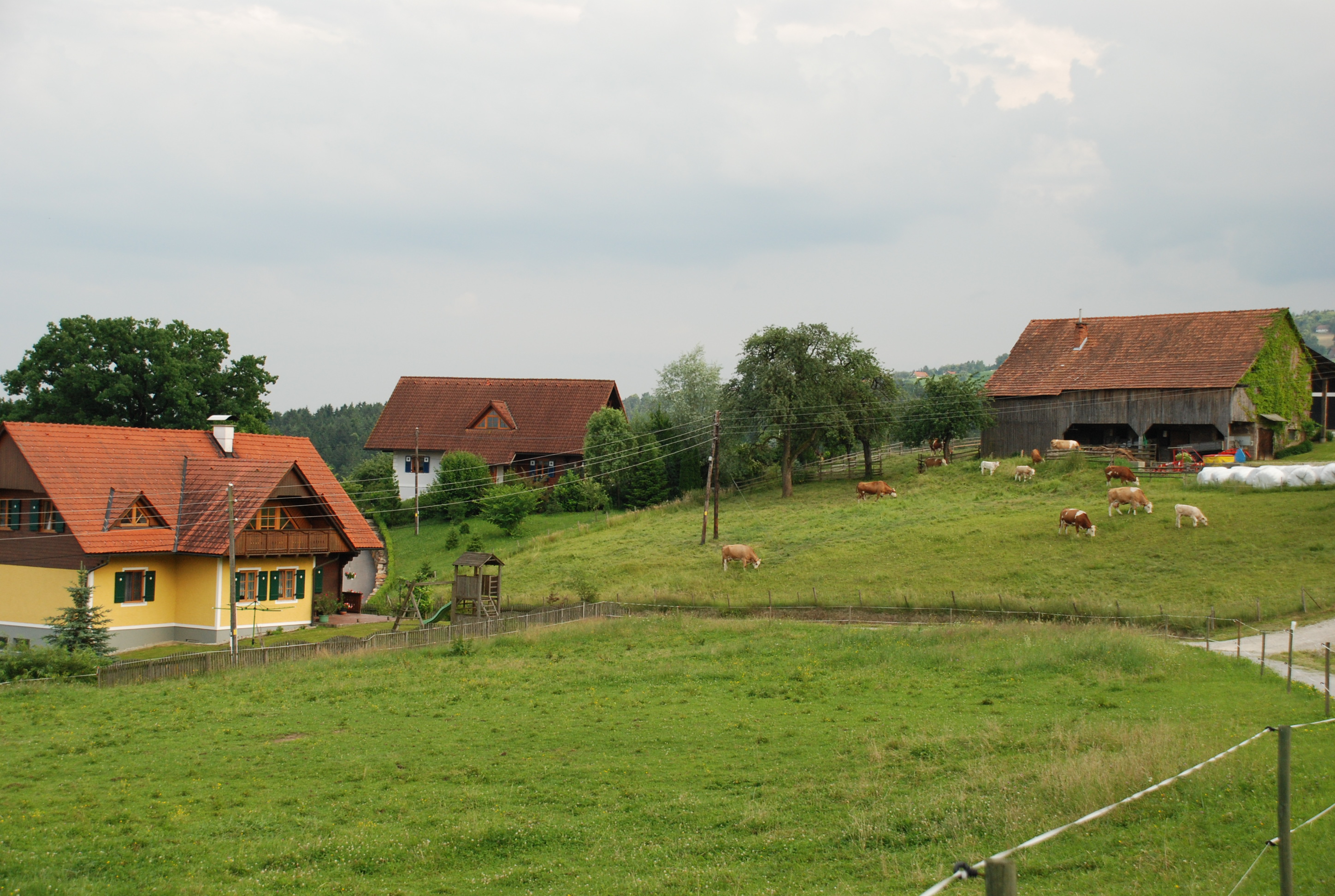
In der Siedlung Laßnitz bei Grabenwarth, Ligist

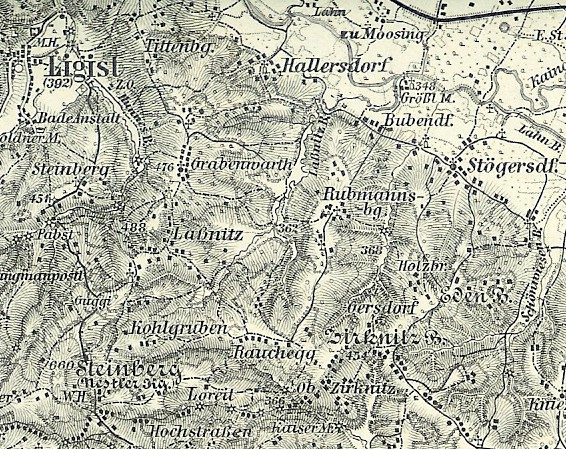
Die Siedlungen im Osten der Gemeinde Ligist liegen in den Katastralgemeinden Steinberg und Grabenwarth

Grabenwarth ist eine Katastralgemeinde und ein Siedlungsgebiet im Osten von Ligist an der Grenze zu Mooskirchen und St. Johann-Köppling.
Die Grenze nach Mooskirchen wird durch den Bach Lassnitz, der in die Kainach mündet, gebildet, nicht zu verwechseln mit dem Fluss Laßnitz (Sulm) bei Deutschlandsberg.
Der Name des Ortes ist Beleg für einen Teil der alten Befestigungsanlage, einen Aussichtspunkt (Warte). Grabenwarth liegt circa 70 m über dem Kainachtal und bietet (ohne Bewaldung) weiten Ausblick nach Osten in das Tal der Kainach. An der Verzweigung der Wege von Grabenwarth nach Ligist und nach Hallersdorf im Kainachtal ist in den Landkarten der amtlichen Landesaufnahme von circa 1950 bis 1985 eine Ortsbezeichnung „Warthe“ angeführt.

#### Steinberg
Die Flächen von Steinberg liegen an den Nordosthängen des gleichnamigen Berges. An der Südgrenze des Gebiets liegt die Autobahnanschlussstelle Steinberg der Südautobahn A 2.
In der Katastralgemeinde Steinberg liegt das Gebiet der Siedlung Laßnitz (Schreibung laut amtlicher Karte mit „ß“).
Im Alltag wird diese Siedlung wegen ihrer Lage neben Grabenwarth oft auch zu Grabenwarth gerechnet. Dieses „Laßnitz“ darf nicht mit der Ortschaft Laßnitz in Frauental an der Laßnitz verwechselt werden.
Die Siedlung war in den Landkarten, die auf der Neuerfassung Mitte des 20. Jahrhunderts beruhten, als „Laßwitz“ ausgewiesen.
Diese Namensvariante muss bei der Bewertung von Urkunden aus der zweiten Hälfte des 20. Jahrhunderts im Auge behalten werden.
Die Katastralgemeinde Steinberg ist Quellgebiet des Baches Lassnitz.

## Geschichte
Die Kelten siedelten in Ligist und auch römische Münzen wurden in Ligist gefunden. Die Ligister Burg erbauten die Lubgaster. Daraus entwickelte sich der Ortsname Lubgast und später Ligist. Nach den Lubgastern bewohnten die Herren von Saurau die Burg.

### Besiedelung
Auf heutigem Ligister Gemeindegebiet lassen sich Besiedelungsreste nachweisen, die fünf- bis sechstausend Jahre alt sind. Für die dichteste Besiedelung vor Christi Geburt sorgten die Kelten. Seit 1930 wurden bei der Feldbearbeitung im Ortsgebiet von Dietenberg immer wieder archäologische Artefakte einer Siedlung gefunden. Ein Teil davon stammt aus der Latènezeit, ein anderer Teil ist jüngeren Datums. Da Raubgrabungen das Gelände zu zerstören drohten, führte das Landesmuseum Joanneum ab 1976 Rettungsgrabungen durch. Ein spätlatènezeitliches rund 12 m langes Gebäude wurde freigelegt. Das Objekt steht auf einer Terrasse aus Flussgeschiebe und hat Grundmauern aus örtlichem Gestein und Flusskiesel, die Außenwände waren mit Steinplatten verkleidet. Zwei weitere Gebäude in der Nähe sind bei der Grabung angeschnitten worden. Dabei wurde auch eine Bronzefibel im Frühlatènestil gefunden. Durch die Errichtung einer mittelalterlichen Burganlage, der „Dietenburg“ (siehe unten), auf diesem Gelände sind die älteren Objekte teilweise zerstört und können auch nicht mehr zur Gänze zeitlich eingeordnet werden.

### Besitzer der Herrschaft
Die Frühzeit der Anlage ist mit dem Geschlecht der Lubgaster verbunden. Um 1300 ging die Herrschaft in den Besitz der Ritter von Saurau über. Am 9. Dezember 1464 erreichte Friedrich von Saurau bei Kaiser Friedrich III. die Markterhebung. 1846 kam die Familie Goëss-Saurau an den Besitz. Seit 1928 ist der Souveräne Malteser Ritterorden Eigentümer.

### Hammerwerke
Durch mehrere Jahrhunderte hindurch hatte der Ligister Raum große Bedeutung wegen der entlang des Ligistbachs fleißig klopfenden Hammerwerke. Aus der großen Zeit der Ligister Hämmer ist heute noch ein Hammerwerk (Roob) zu sehen, welches bis nach dem Zweiten Weltkrieg in Betrieb war.
Das Stahlwerk in Ligist war nur in der Zeit von 1851 bis 1857 in Betrieb.

### Historische Landkarten

Das Gebiet von Ligist und seine Umgebung in den drei Landesaufnahmen in der Zeit von circa 1789 bis 1910
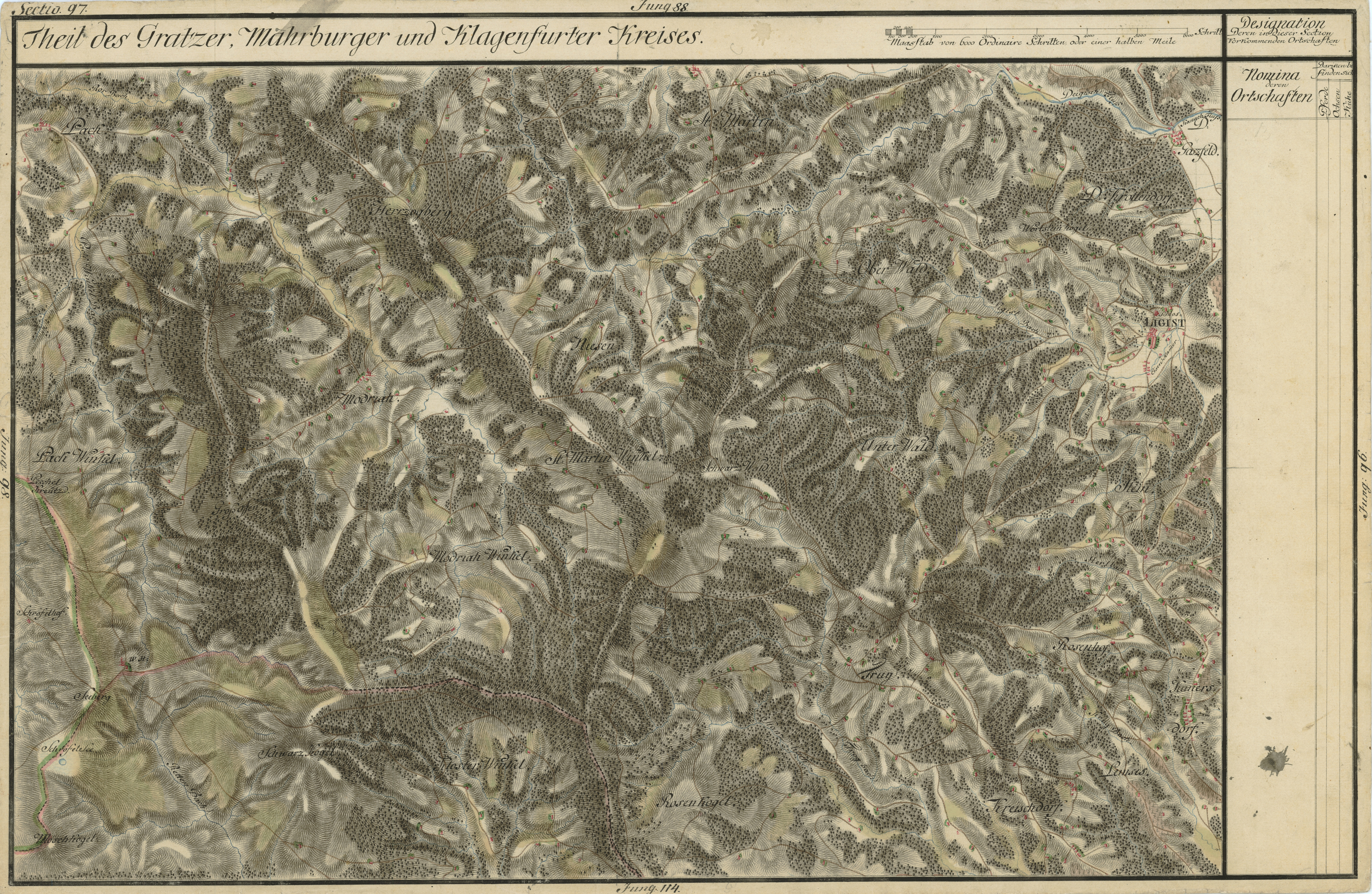
Westen und Süden von Ligist (rechts außen) in der Josephinischen Landesaufnahme um 1790
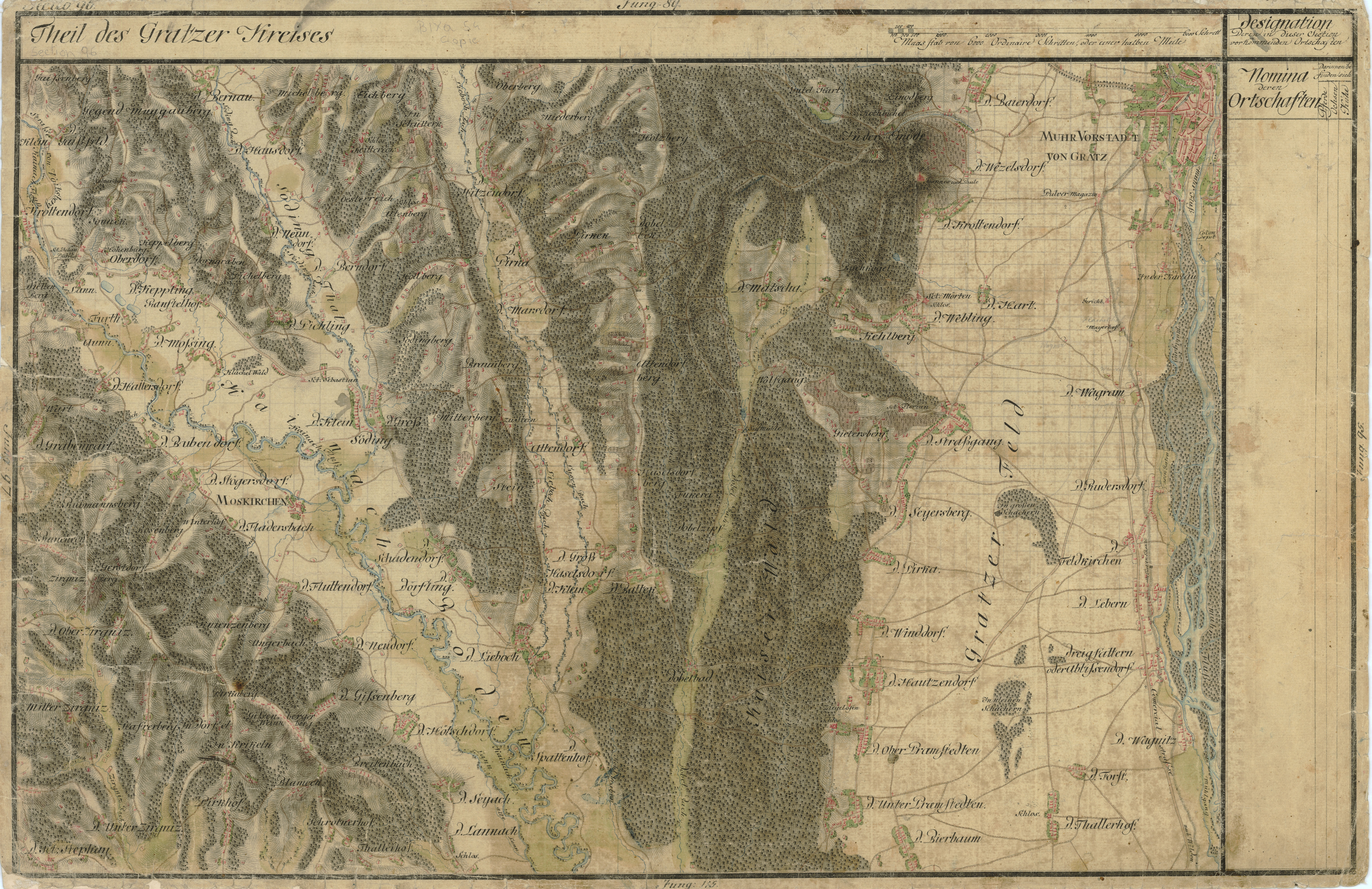
Grabenwarth im Osten von Ligist (links außen)
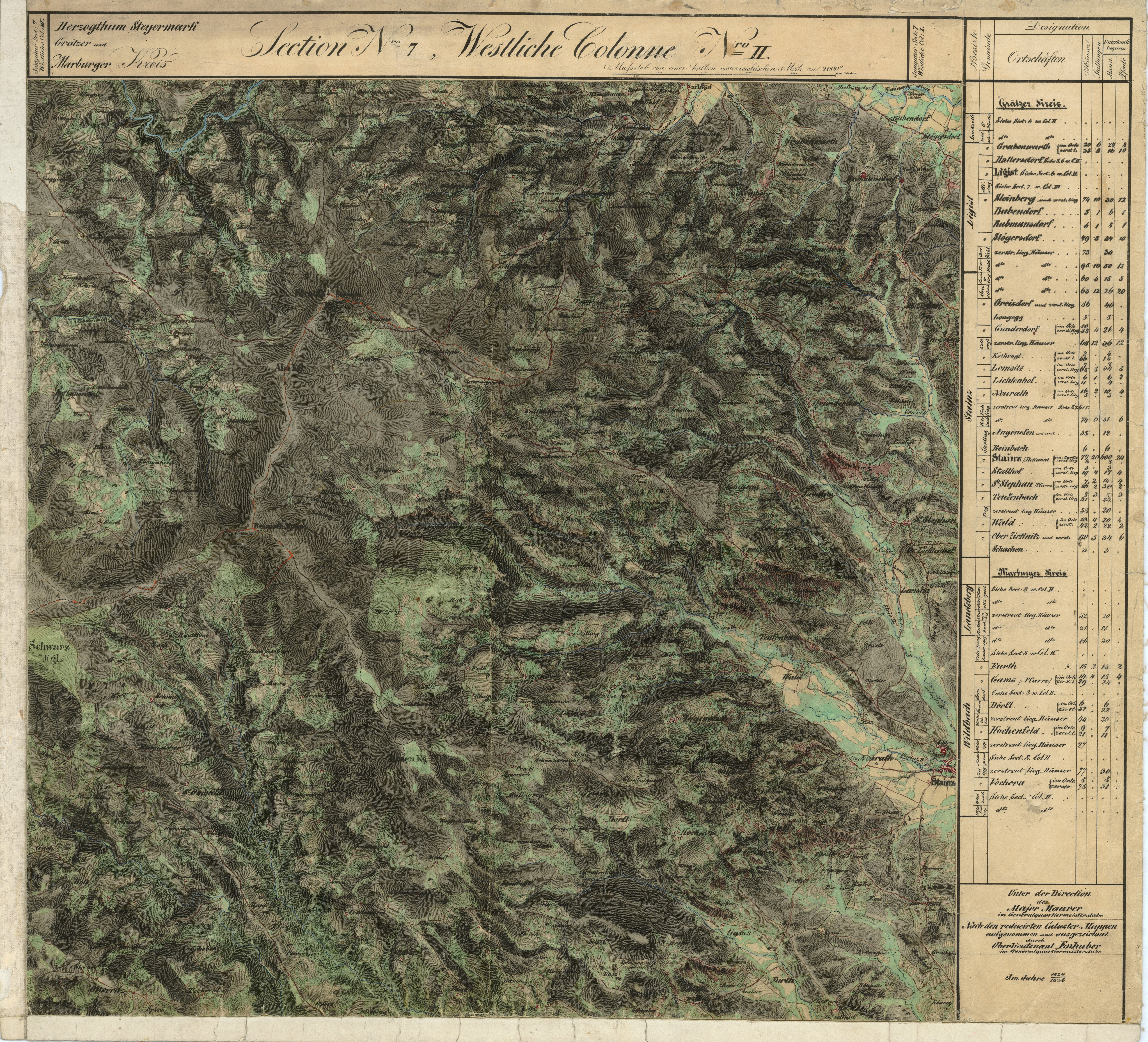
Bequeme Unterkunft für Mann und Pferde ist in der Franziszeischen Landesaufnahme genannt, ca. 1835
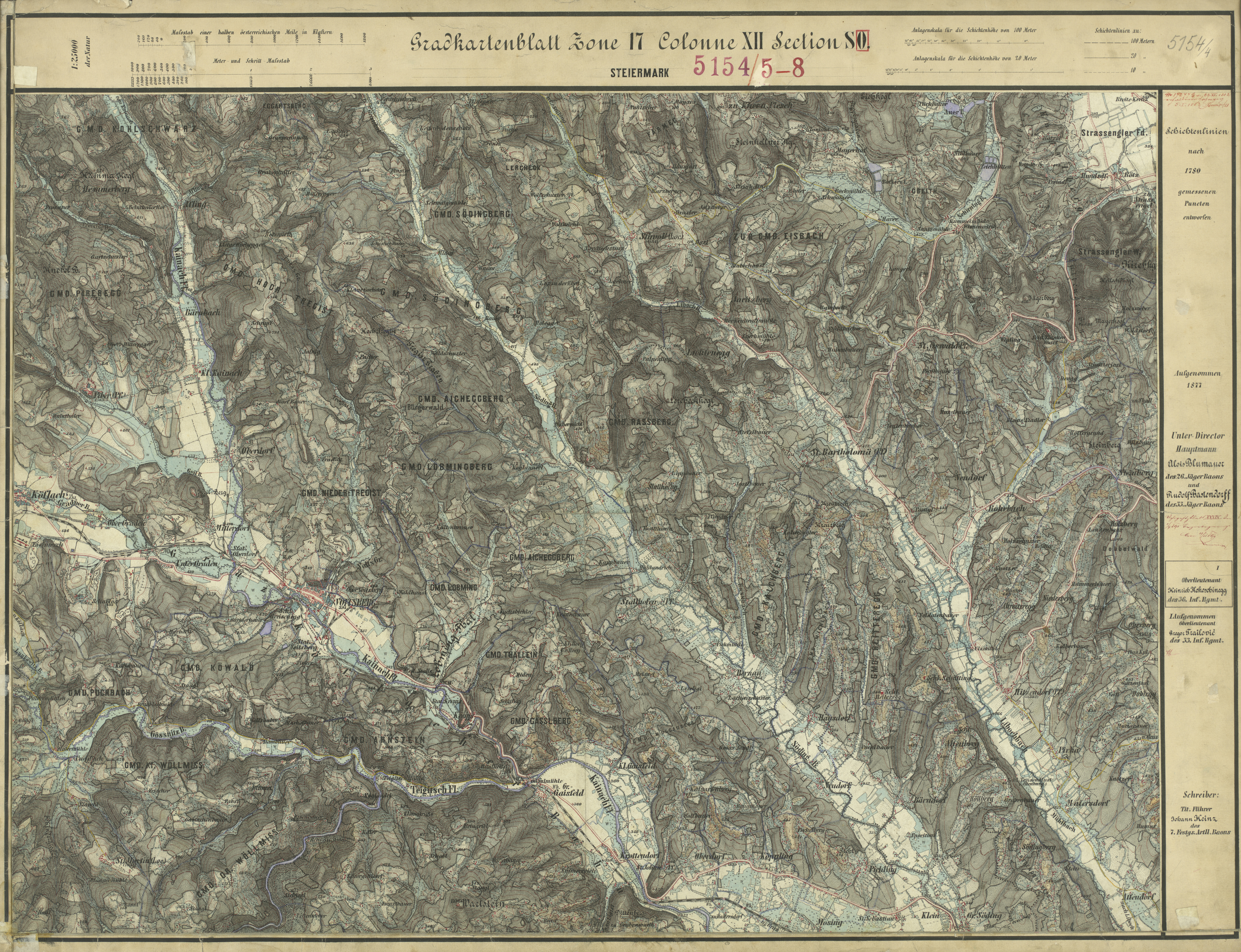
Das Kainachtal im Norden, Aufnahmeblatt der Landesaufnahme um 1877/78
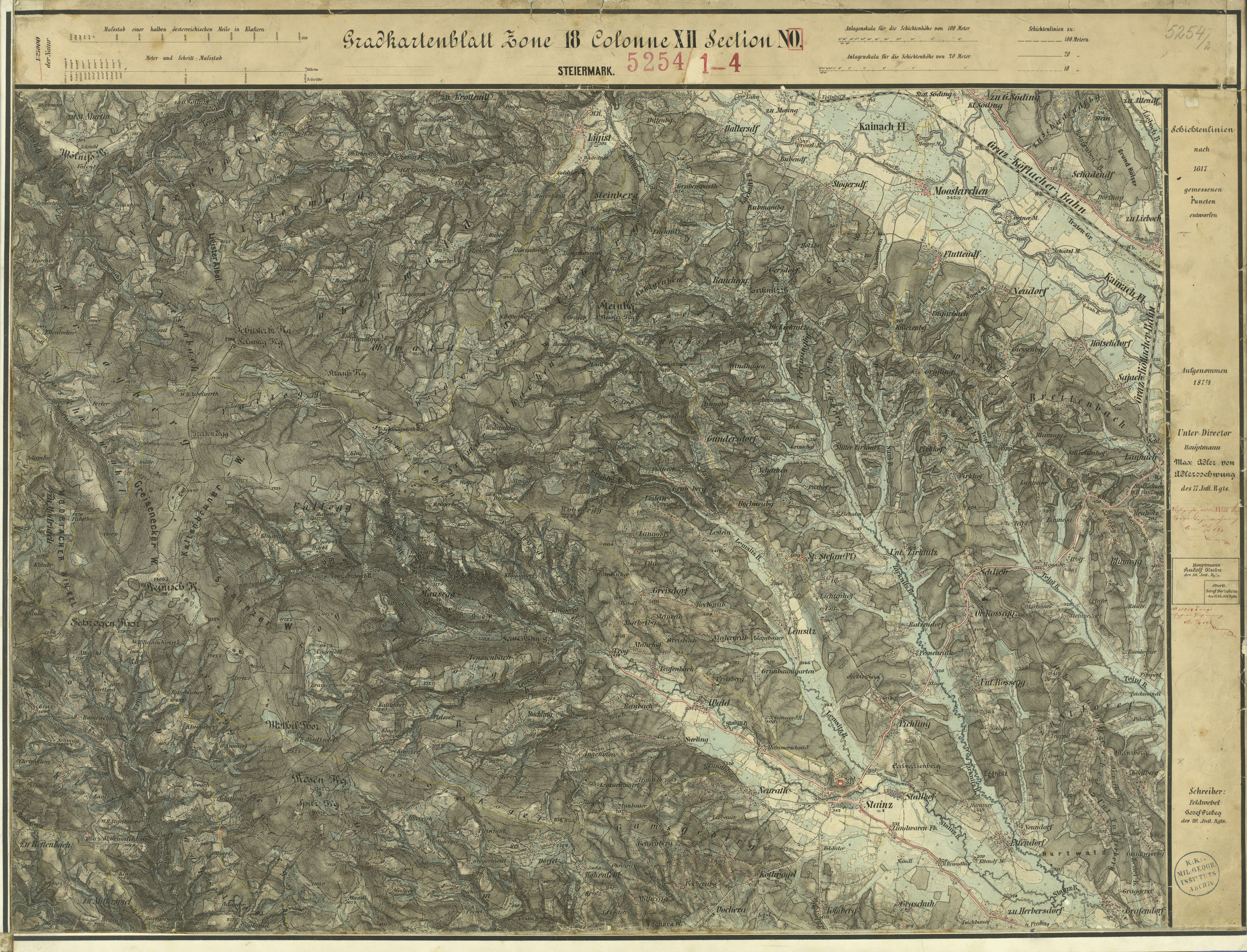
Gundersdorf, St. Stefan ob Stainz im Süden
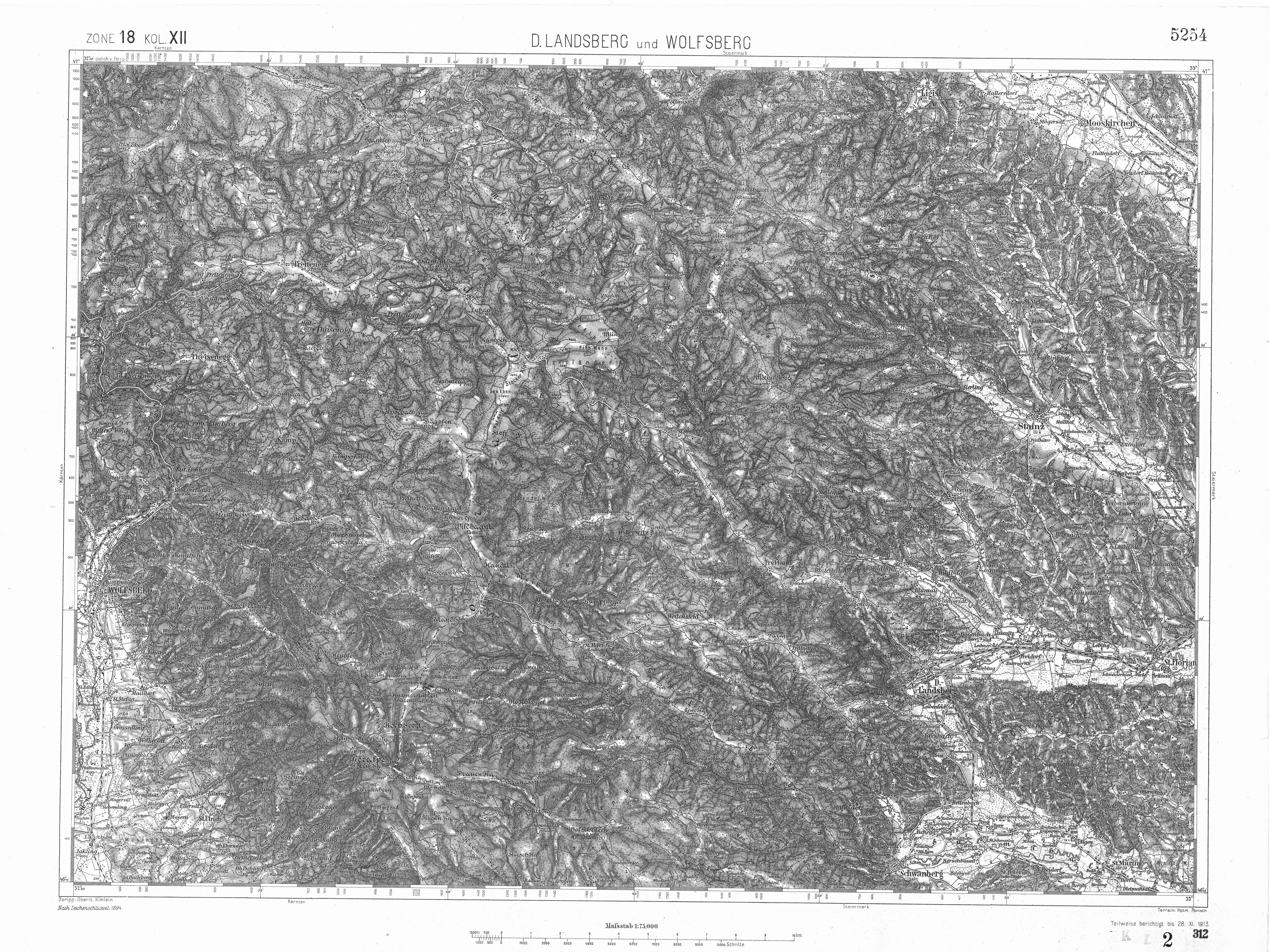
In der franzisco-josephinischen Landesaufnahme, ca. 1910

### Bevölkerungsentwicklung
| Ligist: Einwohnerzahlen von 1869 bis 2024           | Ligist: Einwohnerzahlen von 1869 bis 2024 | Ligist: Einwohnerzahlen von 1869 bis 2024 | Ligist: Einwohnerzahlen von 1869 bis 2024 | Ligist: Einwohnerzahlen von 1869 bis 2024 |
| --------------------------------------------------- | ----------------------------------------- | ----------------------------------------- | ----------------------------------------- | ----------------------------------------- |
| Jahr                                                |                                           |                                           |                                           | Einwohner                                 |
| 1869                                                | 1869                                      |                                           | 2.289                                     | 2.289                                     |
| 1880                                                | 1880                                      |                                           | 2.258                                     | 2.258                                     |
| 1890                                                | 1890                                      |                                           | 2.308                                     | 2.308                                     |
| 1900                                                | 1900                                      |                                           | 2.304                                     | 2.304                                     |
| 1910                                                | 1910                                      |                                           | 2.362                                     | 2.362                                     |
| 1923                                                | 1923                                      |                                           | 2.414                                     | 2.414                                     |
| 1934                                                | 1934                                      |                                           | 2.453                                     | 2.453                                     |
| 1939                                                | 1939                                      |                                           | 2.339                                     | 2.339                                     |
| 1951                                                | 1951                                      |                                           | 2.692                                     | 2.692                                     |
| 1961                                                | 1961                                      |                                           | 2.695                                     | 2.695                                     |
| 1971                                                | 1971                                      |                                           | 2.868                                     | 2.868                                     |
| 1981                                                | 1981                                      |                                           | 2.948                                     | 2.948                                     |
| 1991                                                | 1991                                      |                                           | 3.086                                     | 3.086                                     |
| 2001                                                | 2001                                      |                                           | 3.198                                     | 3.198                                     |
| 2011                                                | 2011                                      |                                           | 3.226                                     | 3.226                                     |
| 2021                                                | 2021                                      |                                           | 3.236                                     | 3.236                                     |
| 2024                                                | 2024                                      |                                           | 3.218                                     | 3.218                                     |
| Quelle(n): Statistik Austria, Gebietsstand 1.1.2021 |                                           |                                           |                                           |                                           |

## Kultur und Sehenswürdigkeiten

### Museen
Am 26. Oktober 1969 wurde das Heimatmuseum im Hammerherrenhaus (ehemals Gasthaus Trummer) feierlich eröffnet.
1973 übersiedelte das Heimatmuseum ins Schloss des Souveränen Malteser Ritterorden.
Seit 2014 ist das Museum Ligist im Schmiedhiaslhammer-Haus (einer ehemaligen Schmiede, gegenüber der Volksschule) zu finden.

### Musik
Am 18. Juni 1954 wurde unter dem Vorsitz von Bürgermeister MR Dr. Anton Saurugg und in Anwesenheit der Bürgermeister von Krottendorf, Unterwald, Oberwald, Steinberg, Gaisfeld, Grabenwarth und St. Johann die Musikschule gegründet.
Im Schuljahr 1975/76 bekam sie neue Räumlichkeiten in der Volksschule Ligist.
Seit 1981 gibt es auch in Söding eine Schulstelle der Musikschule Ligist.
Durch das 1998/99 erlassene Organisationsstatut für Musikschulen in der Steiermark erlangte sie Öffentlichkeitsrecht.
Im Jubiläumsjahr 2004 wurde das alte Feuerwehrhaus der Freiwilligen Feuerwehr Ligist in ein modernes Musikschulgebäude umgebaut, welches im Oktober 2004 feierlich seiner Bestimmung übergeben werden konnte.

### Bauwerke

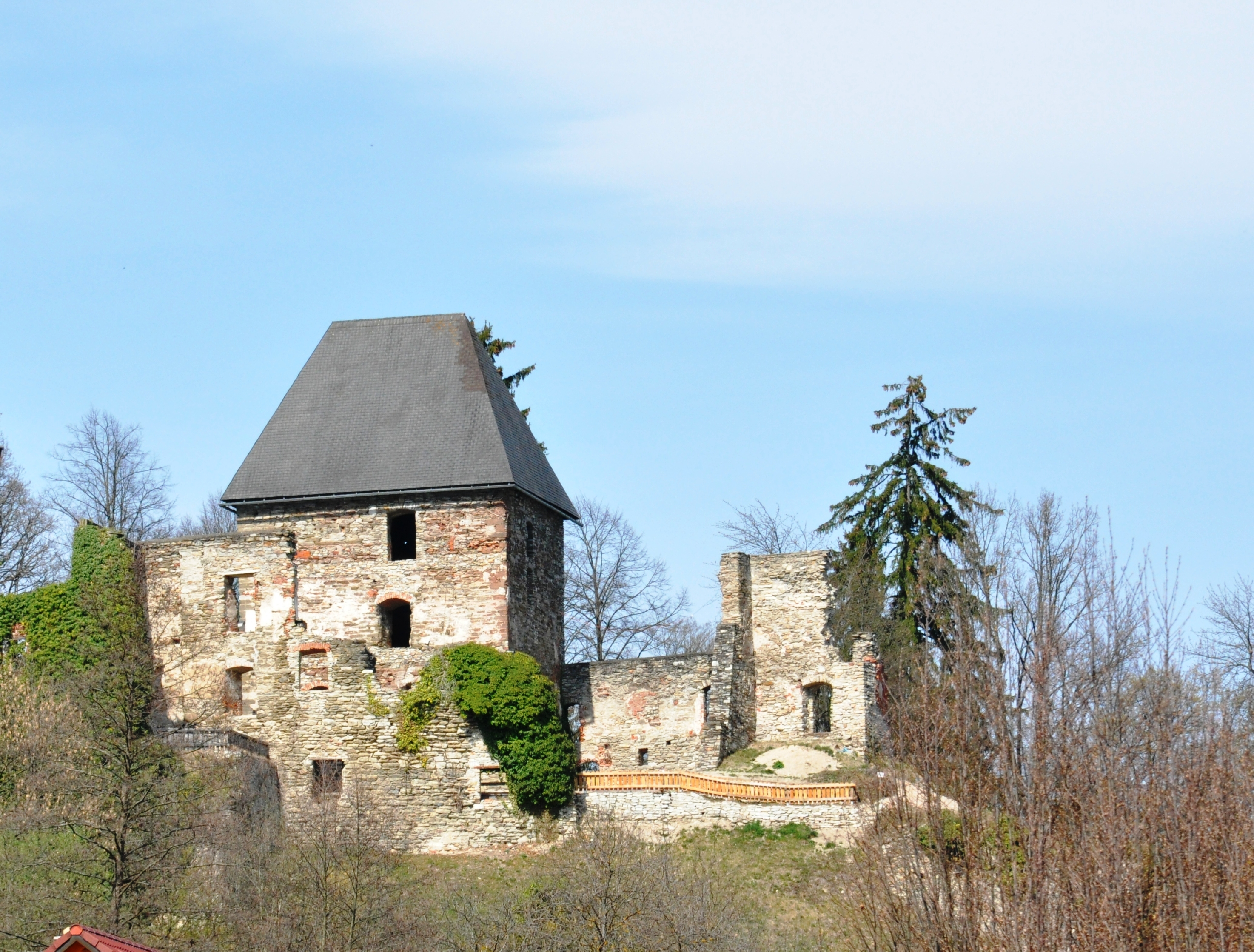
Burgruine Ligist

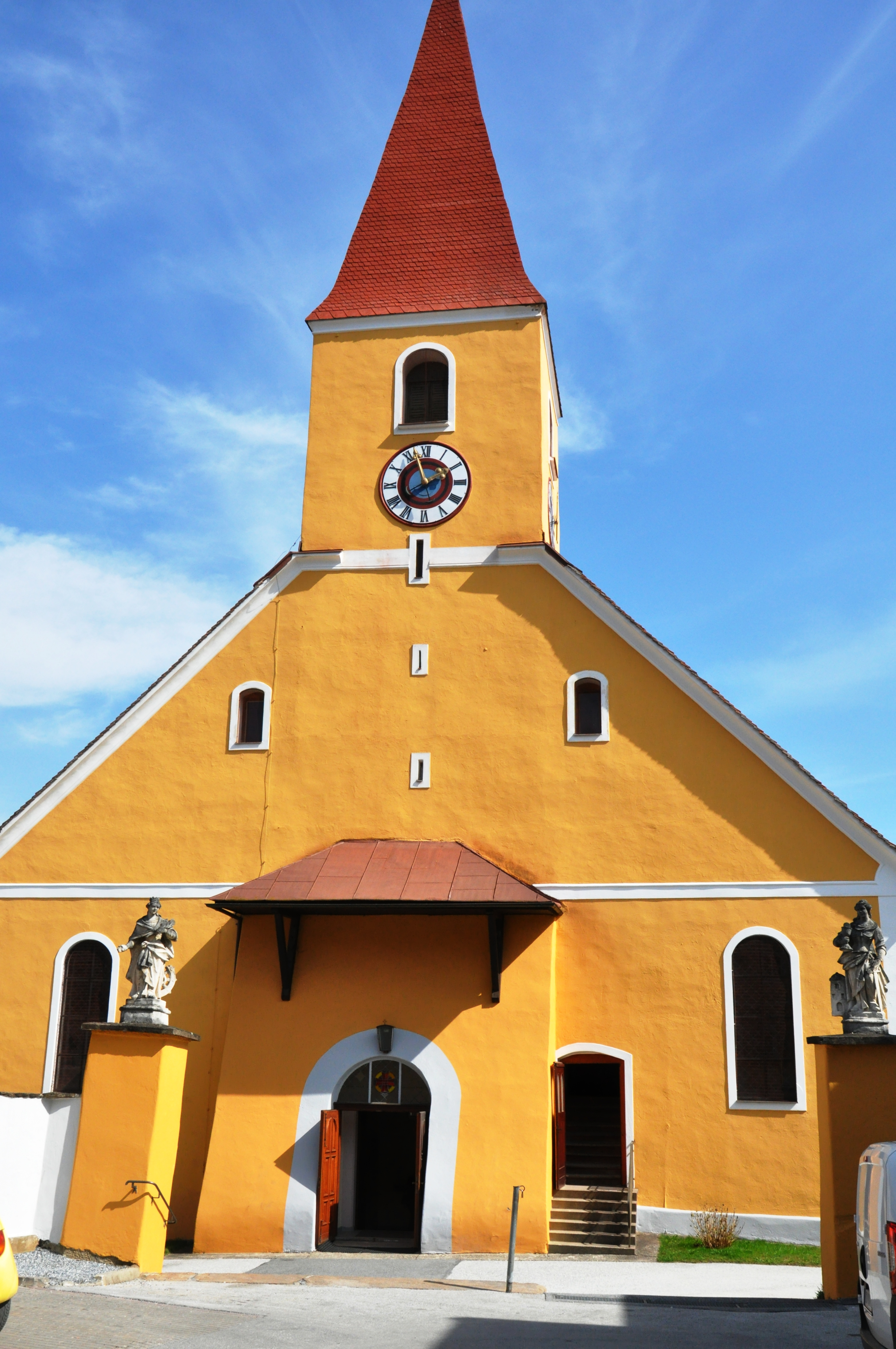
Pfarrkirche Ligist

- Burgruine Ligist: Der Sieg Kaiser Otto des Großen im Jahre 955 über die Ungarn hatte die Errichtung eines Befestigungsgürtels und damit die Entstehung der oben erwähnten „Dietenburg“ zur Folge. Urkundlich bestätigt wurde diese Wehranlage um das Jahr 1060.

Die heutige Burganlage Ligist erreichte gegen Ende des 17. Jahrhunderts ihren Endausbau. Von der Burg Ligist sind heute nur mehr die Mauerreste und der aus dem Jahre 1625 stammende Altar (jetzt in der Kapelle Grabenwarth) vorhanden.
- Pfarrkirche Ligist: Es ist urkundlich nicht belegt, seit wann Ligist eine Kirche hat. Es bestand aber schon vor 700 Jahren ein bescheidenes Gotteshaus, welches dann einen Ausbau erfuhr und im Jahre 1473 am Sonntag nach Peter und Paul geweiht wurde. An dieses Ereignis erinnert noch heute der Festsonntag um den 1. Juli. Das heutige Ausmaß erhielt das Gotteshaus im 19. Jahrhundert.

Angebaut an die Kirche ist die Grabkapelle der Saurauer. 13 größere und 13 kleinere Särge sind in der Gruft beigesetzt.
Bei den Zugängen zur Kirche sieht man vier Steinfiguren auf torartigen Sockeln. Vor dem Hauptzugang stellen sie die Heilige Katharina (mit dem Rad) und die Heilige Barbara (mit dem Turm) dar; von der Marktplatzseite kommend, sieht man den Heiligen Petrus (mit dem Schlüssel) und den Heiligen Paulus (mit dem Schwert).
- Schloss Ligist
- Freibad Ligist

### Kulinarische Spezialitäten
Ligist ist weit über die Steiermark hinaus berühmt für seinen Schilcher und das Kürbiskernöl.

### Ortsbildgestaltung
Im Rahmen des europäischen Wettbewerbes „Entente Florale Europe“ wurde Ligist 1997 mit einer Silbermedaille in der Kategorie Dorf ausgezeichnet.

## Wirtschaft und Infrastruktur
Ligist ist ein Fremdenverkehrsort der vor allem auf sanften Tourismus setzt. Über das Gemeindegebiet verteilt gibt es eine große Anzahl von Gasthäusern, Buschenschänken und Schutzhütten. 2019 wurde die Freizeitsportanlage in Ligist errichtet.

### Bildung
- Volksschule Ligist
- Volksschule Unterwald (seit 2013 geschlossen)

## Politik

### Gemeinderat
Der Gemeinderat besteht aus 21 Mitgliedern und setzt sich auf Grund der Gemeinderatswahl 2020 aus Mandaten der folgenden Parteien zusammen:
- 10 ÖVP
- 8 SPÖ
- 2 FPÖ
- 1 Die Grünen Ligist

### Bürgermeister
Bürgermeister ist Roman Neumann (ÖVP)

### Wappen
Die Blasonierung (Wappenbeschreibung) des Gemeindewappens lautet:
„Das Wappen ist ein von Gold und Grün geteilter Schild; im oberen Feld eine schwarze, goldgekrönte oberhalbe Eule mit ausgebreitetem Flug, im unteren Feld zwei schräggekreuzte silberne Hämmer.“
Die Eule stammt aus dem Wappen der Grafen von Saurau. Die Hämmer weisen auf die Bedeutung der einstigen Hammerwerke hin, die in der Ligister Gegend bis in das 19. Jahrhundert hinein einen wichtigen Wirtschaftsfaktor darstellten.

## Persönlichkeiten

### Ehrenbürger
- Heinrich Gsellmann, Pfarrer von Ligist[12]
- Rupert Rechberger (1930–2021), Pfarrer von Ligist 1967–2019[13]

- 1958: Anton Saurugg, Arzt[14]

### Söhne und Töchter des Ortes
- Hans Fedl, Ehrenpräsident des SK Sturm Graz
- Josef Haffner (1813–1883), Arzt, Gutsbesitzer und Abgeordneter zum Österreichischen Abgeordnetenhaus
- Simon Klug (1871–1945), Politiker der CS, Mitglied der Konstituierenden Nationalversammlung 1919–1920, Abgeordneter zum Nationalrat 1920–1930, 1931–1934
- Marianna Salchinger (* 1974), Ex-Schifahrerin im Weltcupteam des ÖSV
- Christof Spörk (* 1972), Musiker und Kabarettist
- Leopold Städtler (* 1925), Dompropst der Diözese Graz-Seckau
- Eduard Walcher (1899–1977), Schriftsteller, Lehrer, Schulleiter und Sprachforscher
- Annemarie Zdarsky (1928–2021), Politikerin der SPÖ, Mitglied des Bundesrates 1973–1976, Abgeordnete zum Steiermärkischen Landtag 1976–1989

### Mit der Gemeinde verbundene Persönlichkeiten
- Franz Eibel (1904–1934), Geistlicher und Opfer der Nationalsozialisten
- Gaby Konrad, Journalistin und Fernsehmoderatorin